# アルナウ・ピグマル
アルナウ・ピグマル・マルティネス（Arnau Puigmal Martínez、2001年1月10日 - ）は、スペイン・カタルーニャ州バルセロナ出身のサッカー選手。エルチェCF所属。ポジションはMF。

## クラブ経歴
カタルーニャ州のバルセロナに生まれ、2010年にRCDエスパニョールのカンテラに入団した。2017年5月、マンチェスター・ユナイテッドFCに引き抜かれると、2018年1月12日には、自身初のプロ契約を結んだ。2019年にU-23へと昇格するが、トップチームデビューは叶わず、2021年6月4日に契約満了でクラブを退団した。
2021年7月9日、セグンダ・ディビシオンのUDアルメリアに移籍し、5年契約を交わした。同年8月16日、FCカルタヘナとの試合でプロデビューを果たした。
2024年1月31日、2023-24シーズン終了時までエルチェCFへレンタル移籍されることが発表された。